# Dunajská Lužná
Dunajská Lužna is een gemeente in Slowakije in de regio Bratislava, en op ca. 15 kilometer ten zuidoosten van de hoofdstad Bratislava gelegen. De gemeente ontstond op 1 januari 1974 uit drie tot dan toe zelfstandige dorpen: Jánošíková, Nová Lipnica en Nové Košariská. In Dunajská Lužná wonen 3215 (december 2005) mensen; de oppervlakte bedraagt 26,95 km².
Het dorp is een snelgroeiende plaats waar veel forensen uit Bratislava neerstrijken. De bevolking is in meerderheid etnisch Slowaak.
In de drie dorpen die voor 1974 onafhankelijk werden waren de Duitstaligen van oudsher in de meerderheid. Deze vormden niet alleen in de drie dorpen een meerderheid, maar waren ook in delen van Bratislava, het toenmalige Pressburg in de meerderheid.
Bernolákovo · Blatné · Boldog · Čataj · Dunajská Lužná · Hamuliakovo · Hrubá Borša · Hrubý Šúr · Hurbanova Ves · Chorvátsky Grob · Igram · Ivanka pri Dunaji · Kalinkovo · Kaplna · Kostolná pri Dunaji · Kráľová pri Senci · Malinovo · Miloslavov · Most pri Bratislave · Nová Dedinka · Nový Svet · Reca · Rovinka · Senec · Tomášov · Tureň · Veľký Biel · Vlky · Zálesie